# Linn Hansson
Linn Hansson (* 18. September 1997 in Partille, Schweden) ist eine schwedische Handballspielerin, die für den französischen Erstligisten Paris 92 aufläuft.

## Karriere

### Im Verein
Hansson begann das Handballspielen beim IK Sävehof, mit dem sie die schwedische Jugendmeisterschaft gewann. Nachdem die Außenspielerin im Erwachsenenbereich für die Drittligamannschaft von Sävehof gespielt hatte, lief sie ab Anfang des Jahres 2016 für den Erstligisten BK Heid auf. Dort erhielt Hansson nur wenige Spielanteile, woraufhin sie sich entschloss, ihre Karriere zu beenden. Nach einer neunmonatigen Pause kehrte sie nach einem Gespräch mit der damaligen Co-Trainerin Annica Smidje wieder in den Kader von BK Heid zurück. In der Saison 2021/22 war sie mit 92 Treffern die torgefährlichste Spielerin ihrer Mannschaft. Anschließend wurde sie vom Ligakonkurrenten Önnereds HK verpflichtet. Im Sommer 2024 kehrte sie zum IK Sävehof. Im Sommer 2025 unterschrieb sie einen Vertrag beim französischen Erstligisten Paris 92.

### In der Nationalmannschaft
Hansson gehörte dem Kader der schwedischen Nachwuchsnationalmannschaft an. Da die Linksaußenspielerin auf ihrer Position mit Hanna Örtorp, Emma Rask und Olivia Mellegård starke Konkurrenz hatte, kam sie zu keinem Länderspieleinsatz. Am 28. Oktober 2022 bestritt Hansson ihr erstes Länderspiel für die schwedische A-Nationalmannschaft, in dem sie einen Treffer gegen die tschechische Auswahl erzielte. Sie wurde für die Europameisterschaft 2022 nachnominiert.